# Metropolia Tuluzy
Metropolia Tuluzy – metropolia Kościoła rzymskokatolickiego w południowej Francji. Powstała w 1317 roku. Obecnie w jej skład wchodzą trzy archidiecezje i pięć diecezji. Najważniejszą świątynią jest archikatedra w Tuluzie. Od 2021 godność metropolity sprawuje abp Guy de Kérimel. 
W skład metropolii wchodzą:
- archidiecezja Tuluzy
- archidiecezja Albi
- archidiecezja Auch
- diecezja Cahors
- diecezja Montauban
- diecezja Pamiers
- diecezja Rodez
- diecezja Tarbes i Lourdes